# Renaud Dély
Pour les articles homonymes, voir Dély.
Renaud Dély, né le 3 mai 1969 à Beauvais (Oise), est un journaliste français. 
Il est rédacteur en chef du Nouvel observateur (devenu L'Obs en 2014) de 2011 à 2016 et directeur de la rédaction de Marianne de mai 2016 à juillet 2018. À compter de septembre 2018, il remplace Jean-Michel Aphatie dans la matinale de France Info, antenne sur laquelle il co-anime Les Informés aux côtés de Salhia Brakhlia.
Il co-anime depuis 2012 l'émission 28 minutes diffusée sur Arte la semaine. Il en anime l'édition du week-end, 28 minutes samedi, depuis sa création en septembre 2018.

## Biographie

### Formation
Il se forme d'abord par une hypokhâgne, une khâgne histoire, puis une maîtrise d'histoire politique contemporaine et enfin au Centre de formation des journalistes de Paris d'où il sort en 1993.

### Parcours professionnel
Entré à Libération en 1994, Renaud Dély devient rapidement le « spécialiste » de l’extrême-droite. Il rédige notamment une enquête sur le service de sécurité du Front national, et est à ce titre auditionné par la commission d’enquête parlementaire sur le sujet le 10 février 1999. Son premier ouvrage, Histoire secrète du Front national (1999), est consacré à la scission qui voit le départ d'une majorité d'élus et cadres de ce parti avec Bruno Mégret[réf. nécessaire].
Il dirige le service politique de 2002 à janvier 2006, puis en devient rédacteur en chef, éditorialiste, et enfin directeur adjoint de la rédaction de Libération jusqu'en septembre 2007. Il est ensuite rédacteur en chef adjoint et responsable des pages « politique » du Parisien de septembre 2007 à janvier 2008. Il rejoint alors l'hebdomadaire Marianne, dont il est le directeur-adjoint de la rédaction, chargé de l'actualité (France-Monde) jusqu'en mars 2010, date à laquelle il intègre la rédaction de France Inter. Il y est d'abord rédacteur en chef de la matinale, avant de devenir directeur-adjoint de la rédaction en septembre 2010. 
En 2011, il est pressenti un temps pour devenir directeur de la publication du journal Libération, puis, finalement, le 28 mars 2011, Renaud Dély annonce qu'il quitte France Inter pour l'hebdomadaire Le Nouvel Observateur, dont il devient directeur de la rédaction, sous l'autorité de Laurent Joffrin. C'est sous sa direction que paraissent les « bonnes feuilles » du roman transparent de Marcela Iacub sur la vie privée de Dominique Strauss-Kahn (DSK) qui fait affirmer à un collectif d'éditeurs et journalistes dans Le Monde, que l'hebdomadaire est « prêt à tout pour vendre » et pour lesquelles le magazine sera condamné.
Il collabore par ailleurs au mensuel So Foot et fut l'un des chroniqueurs de l'émission On refait le match, sur RTL, d'août 2008 à mars 2010. Pendant la Coupe du monde de football 2010 en Afrique du Sud, il anime sur France Inter l'émission Footballeurs du dimanche, le dimanche de 18 à 19 heures[réf. nécessaire].
Renaud Dély est coauteur (scénariste) avec Aurel, de quatre BD-enquêtes : en 2010, la bande-dessinée Sarkozy et ses femmes, qui met en scène les relations de Nicolas Sarkozy avec la gent féminine, en 2011, Sarkozy et les riches, qui dévoile les liens de Sarkozy avec ses amis patrons fortunés, puis en 2013, de Hollande et ses deux femmes qui raconte l'histoire de François Hollande avec Ségolène Royal puis Valérie Trierweiler, et enfin en 2014, de La République des couacs qui raconte les coulisses de la première moitié du quinquennat de François Hollande. Renaud Dély est aussi coauteur (scénariste) avec Frédéric Coicault (dessinateur) de deux BD-enquête publiées en 2017: La Dynastie Le Pen qui raconte l'histoire de la famille Le Pen et du Front national, et Balkany company qui met en scène l'histoire du couple formé par Patrick Balkany et Isabelle Balkany. Renaud Dély est aussi coauteur (scénariste) avec Thibaut Soulcié (dessinateur) d'une BD-enquête, publiée en mai 2019, intitulée Macronarchie qui raconte les deux premières années du mandat présidentiel d'Emmanuel Macron. Il est également le co-auteur (scénariste) d'une biographie en bande dessinée de Clemenceau, co-éditée par Glénat et Fayard. Il publie, en mai 2011, dans la collection Le Poulpe, un roman policier, La Vacance du petit Nicolas, en collaboration avec Pierre Cherruau. Il publie chez Calmann-Lévy, en collaboration avec Henri Vernet, une enquête en deux volumes consacrée à la violence en politique: en octobre 2011, Tous les coups sont permis. De Mitterrand à Sarkozy, la violence en politique, puis en octobre 2015, Frères ennemis, l'hyperviolence en politique[réf. nécessaire].
Il intervient régulièrement de 2006 à 2012 dans l'émission C dans l'air, présentée par Yves Calvi et diffusée sur France 5. Il est invité 16 fois sur le plateau de cette émission en 2010, 28 fois en 2011[réf. nécessaire].
Renaud Dély participe en 2008 à la réalisation d'un rapport de Terra Nova, think tank proche du Parti socialiste, sur la situation de la presse en France, son financement et les conditions de son indépendance. Il soutient l'opinion que « la gauche parviendra mieux à retrouver une identité en assumant son ancrage dans une société libérale ».
En septembre 2012, il rejoint l'émission 28 minutes sur Arte, à laquelle il participe tous les jeudis et vendredis, en tant que co-interviewer aux côtés de la présentatrice Élisabeth Quin et de Nadia Daam. Depuis le mois de juillet 2016, il présente l'émission 28 minutes en tant que joker, en remplacement d'Elisabeth Quin, durant les périodes de vacances d'été. Enfin, il anime l'édition du week-end de l'émission, 28 minutes samedi, depuis sa création en septembre 2018. 
Il est l'auteur ou coauteur de plusieurs ouvrages politiques dont Sarkozy et l'argent roi, « une enquête journalistique à charge » selon Le Figaro, Besancenot, l'idiot utile du sarkozysme (2009) dans lequel il reproche au porte-parole du Nouveau Parti anticapitaliste (NPA) d'affaiblir le Parti socialiste et ainsi d'être le « meilleur auxiliaire » de Nicolas Sarkozy et La Droite brune. UMP-FN, les secrets d'une liaison fatale (2012) où il dénonce un « rapprochement » des idées de l'UMP avec celles du Front national.
Il est le co-auteur d'un documentaire sur le foot, Sélectionneurs, produit par Maximal productions, réalisé par Renaud Saint-Cricq et diffusé sur Canal Plus. Nourri par leurs longs témoignages, le film raconte l'expérience à la tête des Bleus de cinq anciens sélectionneurs de l'équipe de France de football : Michel Hidalgo (1976-1984), Henri Michel (1984-1988), Michel Platini (1988-1992), Gérard Houllier (1992-1993) et Raymond Domenech (2004-2010),.
Son départ de Marianne est annoncé par France Info le 19 juillet 2018 : à compter de septembre 2018, il remplace Jean-Michel Aphatie dans l'interview du matin de France Info et co-anime Les Informés au côté de Salhia Brakhlia.
Le 21 avril 2019 à 15 h 17, à la suite de l'acte 23 des Gilets jaunes, il les traite de « vermine » dans un tweet ,, qu'il supprimera rapidement devant l'ampleur des réactions.
Le 7 avril, à trois jours du premier tour de l'Élection présidentielle française de 2022, il est qualifié de « chien » par Jean Lassalle, candidat à ce scrutin, sur le plateau de France Info,. Le candidat s'offusquait d'avoir été qualifié de « complotiste des champs » par l'ancien rédacteur en chef de L'Obs dans une chronique publiée la veille.

## Ouvrages

### Essais
- Histoire secrète du Front National, Paris, Grasset, 1999
- Les Tabous de la gauche, Paris, Bourin, 2006
- Que restera-t-il des années Chirac ?, Toulouse, Milan, 2007
- Sarkozy et l'argent roi avec Didier Hassoux, Paris, Calmann-Lévy, 2008
- La guerre des Ex, Paris, Éditions du Moment, 2008
- Besancenot, l'idiot utile du sarkozysme, Paris, Bourin, 2009
- Brèves de Football, Paris, Bourin, 2010
- Tous les coups sont permis. De Mitterrand à Sarkozy, la violence en politique avec Henri Vernet, Paris, Calmann-Lévy, 2011
- La Droite brune. UMP-FN, les secrets d'une liaison fatale, Paris, Flammarion, 2012
- Les Années trente sont de retour. Petite leçon d'histoire pour comprendre les crises du présent avec Claude Askolovitch, Pascal Blanchard et Yvan Gastaut, Paris, Flammarion, 2014
- Frères ennemis. L'hyperviolence en politique avec Henri Vernet, Paris, Calmann-Lévy, 2015
- La Vraie Marine Le Pen. Une bobo chez les fachos, Paris, Plon, 2017
- La République des traîtres, de 1958 à nos jours, ouvrage collectif, sous la direction de Jean Garrigues, Tallandier, 2018[19].
- Les Macron du Touquet Elysée-plage avec Marie Huret, Le Seuil, 2020.
- Les Perdants magnifiques, de 1958 à nos jours, ouvrage collectif, sous la direction de Jean Garrigues, Tallandier, 2020.
- Anatomie d'une trahison - La gauche contre le progrès, L'Observatoire, 2022  (ISBN 979-103290816-7)
- L'assiégé, Paris, Jean-Claude Lattès, coll. « Essais et documents », 2024, 272 p. (ISBN 978-2-7096-7254-2, présentation en ligne).

### Roman
- La Vacance du petit Nicolas avec Pierre Cherruau, Baleine, coll. Le Poulpe, no 274, 2011
- Le grand saut, JC Lattès, 2021.

### Bandes dessinées (scénario)
- Sarkozy et ses femmes avec Aurel pour les dessins, Drugstore, 2010
- Sarkozy et les riches avec Aurel pour les dessins, Drugstore, 2011
- Hollande et ses deux femmes avec Aurel pour les dessins, Glénat, 2013
- La République des couacs avec Aurel pour les dessins, Glénat, 2014
- La Dynastie Le Pen avec Frédéric Coicault, Delcourt, 2017
- Clemenceau avec Jean Garrigues, Stefano Carloni et Christophe Regnault, Glénat - Fayard, 2017
- Balkany Company, avec Frédéric Coicault, Delcourt, 2017
- Macronarchie, avec Thibaut Soulcié, Glénat, 2019.